# Ludvig Nordström-priset
Ludvig Nordström-priset är ett litterärt pris på 15 000 kronor som utdelas årligen. Vartannat år går det till en journalist och vartannat år går det till en novellist. Priset instiftades 1997 av Ludvig Nordström-sällskapet med säte i Härnösand.

## Pristagare
- 1998 – Inger Edelfeldt
- 1999 – Jan Helin
- 2000 – Stewe Claeson
- 2001 – Andreas Rocksén
- 2002 – Hans Gunnarsson
- 2003 – Curt Bladh
- 2004 – Cecilia Davidsson
- 2005 – Anneli Jordahl
- 2006 – Ulf Eriksson
- 2007 – Linda Larsson Kakuli
- 2008 – Oline Stig
- 2009 – Anders Lidén
- 2010 – Ninni Holmqvist
- 2011 – Anna Tiberg
- 2012 – Mats Kempe
- 2013 – Martin Schibbye och Johan Persson
- 2014 – Stefan Lindberg
- 2015 – Po Tidholm
- 2016 – Åke Smedberg
- 2017 - Anna-Klara Bankel
- 2018 - Jonas Karlsson[1]
- 2019 - Jack Werner
- 2020 - Susanne Ringell[2]
- 2021 -  Katarina Vikström
- 2022 -  Pär Thörn[3]
- 2023 - Lisa Röstlund[4]
- 2024 – Stina Stoor [5]
- 2025 – Adam Svanell [6]

### Fotnoter
1. ↑  Jonas Karlsson tilldelas Ludvig Nordström-priset 2018, Bonnierförlagen, 8 november 2017
2. ↑  Susanne Ringell får årets Lubbe Nordström-pris för sin novellkonst Läst 18 november 2019
3. ↑  ”Absurd och politisk” – Pär Thörn är årets Ludvig Nordström-pristagare, Tidningen Ångermanland, 4 januari 2022
4. ↑  Lisa Röstlund blir Ludvig Nordström-pristagare, Dagens Nyheter, 25 november 2022
5. ↑  , Ludvig Nordströmsällskapet, 11 oktober 2023
6. ↑  ”Adam Svanell”. Journalisten. 14 oktober 2024. https://www.journalisten.se/nytt-om-folk/adam-svanell/. Läst 25 februari 2025.